# Championnat de France de football australien 2017
Navigation
Super Ligue 2016 Super Ligue 2018
La saison 2016-2017 de Super Ligue est la huitième édition du Championnat de France de football australien. Il réunit 9 équipes existantes en France et est organisé par le Comité national de football australien. La compétition débute le 15 octobre 2016 et s'achève le juin 2017.

## Clubs participants
| \| Perpignan Blagnac Bordeaux Lyon Paris Toulouse Cergy \| Localisation des clubs engagés dans le championnat. |
| Perpignan Blagnac Bordeaux Lyon Paris Toulouse Cergy                                                           |

Légende des couleurs
- Qualifié pour la Ligue des champions

Le 9e Championnat de France de football australien réunit 9clubs répartis en une poule unique :
| Club                      | Ville          | Classement 2015-2016 | Entraîneur        | Depuis | Stade                           | Capacité théorique | Date de création |
| ------------------------- | -------------- | -------------------- | ----------------- | ------ | ------------------------------- | ------------------ | ---------------- |
| Perpignan Tigers          | Perpignan      | 5                    | Yann Cornaton     | 2016   | Stade Daniel-Ambert             | 4 500              | 2008             |
| ALFA Lions                | Lyon           | 8                    | Charles Bernigaud | 2015   | Parc de Parilly                 | ?                  | 2013             |
| Bordeaux Bombers          | Bordeaux       | 6                    | Benoît Macaud     | 2015   | Stade des Bords de Jalle        | 1 000              | 2007             |
| Blagnac Aviators          | Blagnac        | Nouveau club         | ?                 | 2016   | Stade Robert Barran             | ?                  | 2016             |
| Coyotes de Cergy-Pontoise | Cergy-Pontoise | 2                    | Hervé Desjardin   | 2016   | Stade de l'ASPTT Cergy-Pontoise | ?                  | 2011             |
| Paris Cockerels           | Paris          | 4                    | Steven Ryan       | 2013   | Stade du Polygone               | ?                  | 1998             |
| Paris Cockatoos           | Paris          | 1                    | Andrew Unsworth   | 2015   | Stade du Polygone               | ?                  | 2015             |
| Toulouse Hawks            | Toulouse       | 3                    | Julien Maylie     | 2010   | Stade Robert Barran             | ?                  | 2008             |

## Rencontres

### 1rejournée
| Le 15 octobre 2016 | Stade du Polygone, Vincennes  | Paris Coockatoos | 87-104 | Coyotes de Cergy |
|                    |                               |                  |        |                  |
| Le 15 octobre 2016 | Stade Robert Barran, Toulouse | Blagnac Aviators | 69-109 | Bordeaux Bombers |
|                    |                               |                  |        |                  |
| Le 15 octobre 2016 | Stade Robert Barran, Toulouse | Toulouse Hawks   | 82-86  | Perpignan Tigers |
|                    |                               |                  |        |                  |

### 2ejournée
| Le 22 octobre 2016 | Stade des Bords de Jalle, Bordeaux | Bordeaux Bombers | 59-90  | Paris Cockerels  |  |  |  |  |  |
|                    |                                    |                  |        |                  |  |  |  |  |  |
| Le 22 octobre 2016 | Parc de Parilly, Lyon              | ALFA Lions       | 175-40 | Toulouse Hawks   |  |  |  |  |  |
| Le 29 octobre 2016 | Stade de l'ASPTT, Cergy-Pontoise   | Coyotes de Cergy | 177-25 | Perpignan Tigers |  |  |  |  |  |
|                    |                                    |                  |        |                  |  |  |  |  |  |

### 3ejournée
| Le 5 novembre 2016  | Stade du Polygone, Vincennes  | Paris Coockatoos | 13.12.(90) - 11.13.(79) | Bordeaux Bombers |  |  |  |  |  |
|                     |                               |                  |                         |                  |  |  |  |  |  |
| Le 5 novembre 2016  | Parc de Parilly, Lyon         | ALFA Lions       | 85 - 11                 | Paris Cockerels  |  |  |  |  |  |
| Le 17 décembre 2016 | Stade Robert Barran, Toulouse | Toulouse Hawks   | 68 - 93                 | Blagnac Aviators |  |  |  |  |  |
|                     |                               |                  |                         |                  |  |  |  |  |  |

### 4ejournée
| Le 19 novembre 2016 | Stade Daniel-Ambert, Pia         | Perpignan Tigers | 112 - 78               | Bordeaux Bombers |  |  |  |  |  |
|                     |                                  |                  |                        |                  |  |  |  |  |  |
| Le 19 novembre 2016 | Stade de l'ASPTT, Cergy-Pontoise | Coyotes de Cergy | 132 - 33               | Toulouse Hawks   |  |  |  |  |  |
| Le 26 novembre 2016 | Campus HEC Paris, Jouy-en-Josas  | Paris Cockatoos  | 5.10.(40) - 12.14.(86) | ALFA Lions       |  |  |  |  |  |
|                     |                                  |                  |                        |                  |  |  |  |  |  |

### 5ejournée
| Le 2 décembre 2016  | Stade des Bords de Jalle, Bordeaux | Bordeaux Bombers | 130-49   | Toulouse Hawks    |  |  |  |  |  |  |  |  |  |  |
|                     |                                    |                  |          |                   |  |  |  |  |  |  |  |  |  |  |
| Le 26 novembre 2016 | Stade du Polygone, Vincennes       | Paris Cockerels  | 94 - 87  | Perpignan Tigers  |  |  |  |  |  |  |  |  |  |  |
| Le 4 février 2017   | Stade de l'ASPTT, Cergy-Pontoise   | Coyotes de Cergy | 100 - 00 | Blagniac Aviators |  |  |  |  |  |  |  |  |  |  |

### 6ejournée
| Le 11 février 2017 | Stade de l'ASPTT, Cergy-Pontoise | Coyotes de Cergy | 96 - 87  | Paris Cockerels |  |  |  |  |  |  |  |  |  |  |
|                    |                                  |                  |          |                 |  |  |  |  |  |  |  |  |  |  |
| Le 11 février 2017 | Stade Robert Barran, Toulouse    | Blagnac Aviators | 46 - 87  | ALFA Lions      |  |  |  |  |  |  |  |  |  |  |
| Le 4 février 2017  | Stade Daniel-Ambert, Pia         | Perpignan Tigers | 45 - 170 | Paris Cockatoos |  |  |  |  |  |  |  |  |  |  |

### 7ejournée
| Le 18 février 2017 | Stade Robert Barran, Toulouse | Blagnac Aviators | 25-(131)  | Paris Cockatoos  |  |  |  |  |  |
|                    |                               |                  |           |                  |  |  |  |  |  |
| Le 18 février 2017 | Stade Robert Barran, Toulouse | Toulouse Hawks   | (91)- 83  | Paris Cockerels  |  |  |  |  |  |
| Le 25 février 2017 | Stade Daniel-Ambert, Pia      | Perpignan Tigers | 76 - (93) | ALFA Lyon        |  |  |  |  |  |
|                    |                               |                  |           |                  |  |  |  |  |  |
| Le 25 février 2017 | Stade Daniel-Ambert, Pia      | Bordeaux Bombers | 91 - 94   | Coyotes de Cergy |  |  |  |  |  |
|                    |                               |                  |           |                  |  |  |  |  |  |

### 8ejournée
| Le 11 mars 2017 | Stade du Polygone, Vincennes | Paris Cockerels | 166 - 25 | Blagnac Aviators       |  |  |  |  |  |
|                 |                              |                 |          |                        |  |  |  |  |  |
| Le 11 mars 2017 | Stade du Polygone, Vincennes | Paris Cockatoos | 101 - 51 | Toulouse Hawks         |  |  |  |  |  |
| Le 18 mars 2017 | Parc de Parilly, Lyon        | ALFA Lyon       | 104 - 53 | Cergy-Pontoise Coyotes |  |  |  |  |  |
| Le 18 mars 2017 | Stade du Polygone, Vincennes | Paris Cockerels | 64- 54   | Paris Cockatoos        |  |  |  |  |  |
|                 |                              |                 |          |                        |  |  |  |  |  |

### 9ejournée
| Le 25 mars 2017 | Stade Daniel-Ambert, Pia      | Bordeaux Bombers | 91 - 142 | ALFA Lyon        |
|                 |                               |                  |          |                  |
| Le 18 mars 2017 | Stade Robert Barran, Toulouse | Blagnac Aviators | 113- 73  | Perpignan Tigers |

## Classement de la phase régulière
| Pl. | Équipe                    | J | V | N | D | PM  | PC  | Pts | Diff  |
| --- | ------------------------- | - | - | - | - | --- | --- | --- | ----- |
| 1   | ALFA Lions                | 7 | 7 | 0 | 0 | 772 | 357 | 28  | + 415 |
| 2   | Coyotes de Cergy-Pontoise | 7 | 6 | 0 | 1 | 756 | 427 | 25  | + 329 |
| 3   | Paris Cockerels T         | 7 | 4 | 0 | 3 | 673 | 454 | 19  | + 219 |
| 4   | Paris Cockatoos           | 7 | 4 | 0 | 3 | 595 | 497 | 19  | + 98  |
| 5   | Bordeaux Bombers          | 7 | 2 | 0 | 5 | 637 | 652 | 13  | - 15  |
| 6   | Perpignan Tigers          | 7 | 2 | 0 | 5 | 510 | 807 | 12  | - 297 |
| 7   | Blagnac Aviators          | 7 | 2 | 0 | 5 | 371 | 730 | 12  | - 359 |
| 8   | Toulouse Hawks            | 7 | 1 | 0 | 0 | 410 | 800 | 10  | -     |

Abréviations
T : Tenant du titre

CF : Vainqueur de la Coupe de France

## Résultats détaillés

### Évolution du classement
| Club           | 1 | 2 | 3 | 4 | 5 | 6 | 7 | 8 | 9 |
| -------------- | - | - | - | - | - | - | - | - | - |
| Bordeaux       | 1 | 2 |   |   |   |   |   |   | 5 |
| Blagnac        | 6 | 8 |   |   |   |   |   |   | 7 |
| Cergy-Pontoise | 2 | 1 |   |   |   |   |   |   | 2 |
| Lyon           | 7 | 4 |   |   |   |   |   |   | 1 |
| Paris 1        | 8 | 5 |   |   |   |   |   |   | 3 |
| Paris 2        | 5 | 7 |   |   |   |   |   |   | 4 |
| Perpignan      | 3 | 3 |   |   |   |   |   |   | 6 |
| Toulouse       | 4 | 6 |   |   |   |   |   |   | 8 |

## Phases finales

### Demi-finale
| Le 15 avril 2017 | Parc de Parilly, Lyon            | ALFA Lyon        | 82-59    | Paris Cockerels |
|                  |                                  |                  |          |                 |
| Le 15 avril 2017 | Stade de l'ASPTT, Cergy-Pontoise | Coyotes de Cergy | 64 - 102 | Paris Cockatoos |
|                  |                                  |                  |          |                 |

### Finale
|               |              |        |          |                         |  |
|               | Grand Final  |        |          |                         |  |
| 30 avril 2017 | Cockatoos 41 | v. par | Lyon 104 | Stade Jean-Bouin, Paris |  |
|               |              |        |          |                         |  |